# Instituto Nacional de Antropología e Historia

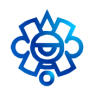
INAH-Logo

Das Instituto Nacional de Antropología e Historia (INAH) ist das 1939 gegründete mexikanische Nationalinstitut für Anthropologie und Geschichte.

## Aufgaben
Die Hauptaufgabe des INAH ist die (prä-)historische, anthropologische, paläontologische und archäologische Erforschung des mexikanischen Kulturerbes sowie dessen Bewahrung, Schutz und Förderung. Koordiniert wird die Arbeit der 31 regionalen INAH-Zentren in ganz Mexiko durch das technische Sekretariat (Secretaría Técnica). Verwaltet werden mehrere tausend archäologische Fundorte und über 110.000 historisch bedeutende Monumente aus dem 16. bis 19. Jahrhundert im ganzen Land.
Das INAH gibt darüber hinaus zahlreiche Schriften, Broschüren und Bücher heraus. Das bekannteste der über 100 vom INAH unterhaltenen Museen ist das Museo Nacional de Antropología in Mexiko-Stadt.